# Trần Văn Hai (liệt sĩ)
Trần Văn Hai (25 tháng 11 năm 1951 – 22 tháng 1 năm 1968) là một liệt sĩ thiếu niên trong thời kì chiến tranh Việt Nam. Cũng là một trong số ít các thiếu niên được Nhà nước Việt Nam truy tặng danh hiệu Anh hùng Lực lượng vũ trang nhân dân.

## Cuộc đời
Trần Văn Hai sinh ngày 25 tháng 11 năm 1951 tại xã Hòa Hải, huyện Hòa Vang, tỉnh Quảng Nam (nay thuộc Đà Nẵng), trong một gia đình có truyền thống cách mạng. Cha của anh là Anh hùng Lao động Trần Văn Giảng, mẹ là Bà mẹ Việt Nam anh hùng Nguyễn Thị Thôi. Năm 14 tuổi, Trần Văn Hai tham gia du kích địa phương và tham gia sinh hoạt Đoàn Thanh niên giải phóng. Cuối năm 1966, khi gia đình bị địch ra sức khủng bố ráo riết, anh theo đoàn cán bộ Quảng Nam, Quảng Ngãi được tăng cường về Khu 5 chiến đấu, hoạt động xây dựng cơ sở cách mạng tại Kon Tum. Tại đây, anh được Tỉnh đội Kon Tum đào tạo, huấn luyện và điều về công tác tại Thị đội Kon Tum, chuẩn bị cho chiến dịch Tổng tiến công và nổi dậy Tết Mậu Thân năm 1968. Sau đó, anh được phân công làm liên lạc tại chợ Kon Tum, chùa Trùng Khánh, chùa Tỉnh Hội và nắm bắt tình hình của Sở tình báo ngụy Sài Gòn.
Trong một lần tình báo, Trần Văn Hai giả làm người bán kem dạo, vai đeo thùng nhựa xốp chứa bao cát và quả lựu đạn M26. Nhưng không may bị lính gác và an ninh Tòa Tỉnh trưởng bắt giữ, khám xét người thấy có lựu đạn, chúng đưa anh về cơ quan an ninh quân đội ngụy Sài Gòn tra tấn và thẩm vấn trong đêm ngày 22 tháng 1 năm 1968. Tra tấn trong nhiều tiếng đồng hồ nhưng anh vẫn không khai báo. Khi bọn chúng tạm dừng tra tấn, ra ngoài phòng khai thác để hội ý và xin chủ trương mới. Trần Văn Hai ở trong phòng một mình, lấy quả lựu đạn M26 đang được chúng để trên nóc tủ làm chứng cứ. Anh liền rút chốt lựu đạn, kẹp vào nách và co người lại, chờ bọn chúng vào phòng khai thác. Sau khi vào lại phòng, anh áp sát vào 2 tên sĩ quan và hở nách cho quả lựu đạn bung nổ. Một tên sĩ quan chết tại chỗ, tên còn lại bị thương nặng, Trần Văn Hai cũng hi sinh, khi đó anh mới 16 tuổi.
Ngày 23 tháng 7 năm 1997, Trần Văn Hai được nhà nước Việt Nam truy tặng danh hiệu Anh hùng Lực lượng vũ trang nhân dân. Tên của anh còn được đặt cho một con đường tại quận Ngũ Hành Sơn, Đà Nẵng.